# Point arrière
 (janvier 2023).
Si vous disposez d'ouvrages ou d'articles de référence ou si vous connaissez des sites web de qualité traitant du thème abordé ici, merci de compléter l'article en donnant les références utiles à sa vérifiabilité et en les liant à la section « Notes et références ».

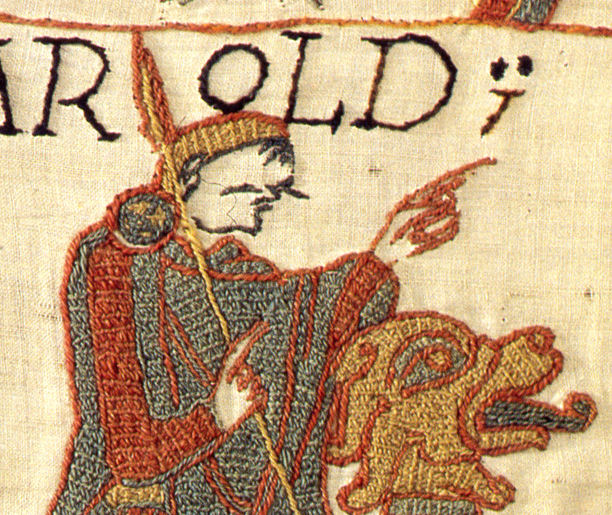
Détail de la Tapisserie de Bayeux : les lettres et les traits sont brodés en point arrière.

Le point arrière est utilisé en broderie et en couture manuelle. C'est un point extrêmement résistant qui est employé pour la réalisation d'une couture qui doit tenir solidement, par exemple toutes les piqûres vestimentaires manuelles finales. Il est aussi possible de terminer avec ce point les piqûres impossibles à réaliser à la machine.

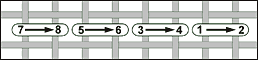
Diagramme expliquant l'ordre des piqûres pour réaliser un point arrière.

Le point arrière s'effectue en partant de la droite vers la gauche. On pique en arrière de l'endroit d'où l'aiguille vient de sortir. Le pas du point est normalement court, quelques millimètres : plus le pas du point est court plus la couture sera solide. 
Réalisé en ligne droite, ce point ressemble au point droit réalisé par une machine à coudre. 